# Leptoteleia petrum
Leptoteleia petrum är en stekelart som beskrevs av Lubomir Masner 1978. Leptoteleia petrum ingår i släktet Leptoteleia och familjen Scelionidae. Inga underarter finns listade i Catalogue of Life.